# 孔氏 (朱百年妻)
孔氏，南北朝刘宋时女性人物，会稽郡山阴县（今浙江省绍兴市）人，朱百年的妻子。
朱百年父母去世后，服丧完毕，便和妻子孔氏隐居会稽南山，后来朱百年在山中去世。蔡兴宗为会稽太守，送给孔氏一百斛米。孔氏派遣婢女到郡太守的官衙辞谢，坚决退让不接受，时人都赞美孔氏，把他比作梁鸿的妻子。